# Cyclosa baloghi
Cyclosa baloghi är en spindelart som beskrevs av Gábor von Kolosváry 1934. Cyclosa baloghi ingår i släktet Cyclosa och familjen hjulspindlar.
Artens utbredningsområde är Ungern. Inga underarter finns listade i Catalogue of Life.